# 독일의 정당 목록
독일의 정당 목록은 현재 독일에서 활동하는 정당과 독일 역사에 존재했던 정당을 목록으로 정리하고 있다.

## 활동 정당
독일 정당법에 따르면 정당은 "지속적 또는 장기적으로 연방이나 주에서 정치적 의사 형성에 영향을 받아 국민의 신임을 받아 연방의회나 주의회에서 실현하고자 하는 시민들의 결사체"로 정의하고 있다. 6년 동안 연방의회 선거나 주의회 선거, 유럽의회 선거에 참여하지 않으면 정당으로서의 지위를 상실한다.
연방의회 선거에서 0.5% 이상 득표하거나 주의회 선거에서 1.0% 이상 득표하면 정당에 국고보조금이 지금된다. 다음은 하원에 의석이 있는 정당과 국고보조금을 받는 원외정당의 목록이다.

### 연방의회 원내정당
| 정당명 | 정당명                         | 당원수  | 대표                                 | 의석수 연방의회 | 의석수 주의회 | 확보수 주총리 | 의석수 유럽의회 |
| ------ | ------------------------------ | ------- | ------------------------------------ | --------------- | ------------- | ------------- | --------------- |
|        | 독일 기독교 민주연합 (CDU)     | 459,878 | AKK                                  | 200 / 709       | 530 / 1,821   | 6 / 16        | 29 / 96         |
|        | 독일 사회민주당 (SPD)          | 459,902 | 안드레아 날레스                      | 153 / 709       | 516 / 1,821   | 7 / 16        | 27 / 96         |
|        | 독일을 위한 대안 (AfD)         | 28,000  | 외르트 모이텐                        | 92 / 709        | 158 / 1,821   | 0 / 16        | 1 / 96          |
|        | 자유민주당 (FDP)               | 65,000  | 크리스티안 린트너                    | 80 / 709        | 103 / 1,821   | 0 / 16        | 3 / 96          |
|        | 좌파당 (DIE LINKE)             | 60,551  | 카탸 키핑, 베른드 릭싱어             | 69 / 709        | 157 / 1,821   | 1 / 16        | 7 / 96          |
|        | 동맹 90/녹색당 (GRÜNE)         | 61,369  | 아날레나 바에르보크, 로베르트 하베크 | 67 / 709        | 206 / 1,821   | 1 / 16        | 11 / 96         |
|        | 바이에른 기독교 사회연합 (CSU) | 147,000 | 호르스트 제호퍼                      | 46 / 709        | 101 / 1,821   | 1 / 16        | 5 / 96          |
|        | 파란당 (DbP)                   | 459,902 | 프라우케 페트리                      | 2 / 709         | 9 / 1,821     | 0 / 16        | 1 / 96          |

### 국고보조를 받는 원외 정당

#### 정당
| 정당                             | 약칭                 | 당원수 | 주별 정당조직 수 | 2010년 국고보조 | 최근 참여 선거            |
| -------------------------------- | -------------------- | ------ | ---------------- | --------------- | ------------------------- |
| 독일 해적당                      | PIRATEN              | 12,115 | 16               | 585.162,46 €    | 함부르크 2011             |
| 독일 국가민주당                  | NPD                  | 6,600  | 16               | 1.176.446,52 €  | 함부르크 2011             |
| 생태민주당                       | ÖDP                  | 6,500  | 16               | 702.476,22 €    | 함부르크 2011             |
| 공화당                           | REP                  | 5,500  | 16               | 1.337.163,79 €  | 노르트라인베스트팔렌 2010 |
| 바이에른당                       | BP                   | 5,000  | 1                | 112.122,31 €    | 연방의회 2009             |
| 독일 국민연합                    | DVU                  | 4,000  | 16               | 108.612,40 €    | 브란덴부르크 2009         |
| 남슐레스비히 유권자연합          | SSW                  | 3,500  | 1                | 73.686,21 €     | 슐레스비히홀슈타인 2009   |
| 인간 환경 동물보호당             | Die Tierschutzpartei | 1,000  | 15               | 100.417,12 €    | 노르트라인베스트팔렌 2010 |
| 독일 가족당                      | FAMILIE              | 900    | 14               | 175.262,85 €    | 노르트라인베스트팔렌 2010 |
| 친 노르트라인베스트팔렌 시민운동 | pro NRW              | 80     | 1                | 88.890,25 €     | 노르트라인베스트팔렌 2010 |
| 자유유권자 연방연합              | FW Freie Wähler      | ?      | ?                | 79.850,41 €     | 함부르크 2011             |
| 자유 작센                        | Freie Sachsen        | ?      | 1                | 26.252,15       | 작센 2009                 |

#### 기타 정치단체
| 정당                        | 약칭 | 당원수  | 주별 정당조직 수 | 2010년 국고보조       | 최근 참여 선거 |
| --------------------------- | ---- | ------- | ---------------- | --------------------- | -------------- |
| 독일 자유 유권자 연방협의회 | FW   | 280.000 | 11               | 50,666.39 (튀링겐 FW) | 튀링엔 2009    |

## 역사 속 정당

### 독일 제국
- 독일 사회민주당 - 1875년부터 존재한 중도좌파 정당
- 독일 보수당
- 독일 독립사회민주당 - 일부 탈당파가 1917년에 존재한 소수 정당, 1931년에 대부분이 다수파사회민주당으로 입당하거나 공산당으로 입당과 함께 분열되고 해산
- 독일 사회민주노동자당
- 독일 진보당
- 독일 조국당 - 독일의 극우 정당. 1918년에 해산.
- 독일 중앙당 - 독일의 가톨릭 중도우파 정당, 독일 제국, 바이마르 공화국, 나치 독일에 존재했다. 1933년에 금지되었지만 1945년에 부활하였다.

### 바이마르 공화국
- 독일 국가인민당 - 바이마르 공화국의 극우 정당, 독일의 내셔널리즘을 상징한다. 1933년에 나치당으로 흡수되었다.
- 독일 인민당 - 독일의 중도우파 정당, 이후 자유민주당, 기독교 민주연합 등 4개의 정당으로 분리되었다.
- 독일 민주당 - 독일의 중도주의 정당, 1930년에 독일 제국당으로 바꾸다가 1933년 나치당에 흡수.
- 독일 공산당 - 바이마르 공화국의 극좌 정당,
- 독일 노동자당 - 안톤 드렉슬러가 만든 독일의 우익 ~ 극우 정당, 1920년 나치당으로 개명.
- 독일 민족자유당  - 1922년 국가인민당의 탈당파가 창당한 우익 정당, 1924년 뮌헨 폭동으로 나치당이 금지되다 1925년 나치당과 대립.

### 나치 독일
- 국가사회주의 독일 노동자당 - 나치당 또는 NSDAP, 나치즘을 상징하는 극우 정당, 1945년 해산.

### 서독의 정당 (통일 이전)
- 사회주의 제국당 - 나치즘을 부흥시키기 위해 나치당 당원들이 창당한 극우 정당, 1952년 서독 정부가 이 정당에 위헌 판결을 내려 해산함
- 우니온
- 독일 공산당 - 독일 공산당이 1933년에 해산되자 1968년에 부활

### 동독의 정당
- 독일 사회주의통일당 - 동독의 집권 정당, 1989년 해산.
- 자민당
- 기독교 민주연합

### 통일 이후 독일의 사라진 정당
- 민주사회당 - 독일 통일사회당을 계승한 정당으로 WASG와 통합해 좌파당이 됨.

## 같이 보기
- 독일의 정당